# 30 Winchester per El Diablo
30 Winchester per El Diablo è un film del 1965, diretto da Gianfranco Baldanello.

## Trama
L'agente federale Jeff Benson ha ricevuto l'incarico di consegnare El Diablo alla giustizia.